# Selección masculina de voleibol de Argentina
La Selección masculina de voleibol de Argentina es el equipo nacional de voleibol masculino de Argentina, regido por la Federación del Voleibol Argentino (FEVA). Representa al país tanto en torneos internacionales como en encuentros amistosos.
Los mayores logros conseguidos son las medallas de bronce en el Campeonato Mundial de 1982 y en los Juegos Olímpicos de 1988 y 2020.
En los últimos años, el equipo finalizó cuarto en los Juegos Olímpicos de Sídney 2000, quinto en Atenas 2004, Londres 2012 y Río de Janeiro 2016 y tercero en Tokio 2020.
A nivel continental, Argentina ganó dos veces la medalla de oro en el Campeonato Sudamericano, como así también diecinueve medallas de plata y ocho de bronce.
En 1995, la Selección dirigida por Daniel Castellani, ganó la final de los Juegos Panamericanos de Mar del Plata, derrotando a la selección de Estados Unidos por 3-2. En la Selección estuvieron Marcos Milinkovic, Javier Weber, Jorge Elgueta, Pablo Pereira, Eduardo Rodríguez, entre otros.
En 2015, la Selección dirigida por Julio Velasco, repitió el título panamericano en los Juegos Panamericanos de Toronto derrotando en la final a Brasil 3 a 2. En la Selección estuvieron Facundo Conte, Sebastián Solé, Pablo Crer, Luciano De Cecco, Nicolás Uriarte, Ezequiel Palacios, Javier Filardi, Luciano Zornetta, Sebastián Closter, Maximiliano Gauna, José Luis González y Martín Ramos.
En 2019, dirigidos por Horacio Dileo, se consagraron campeones por segunda vez consecutiva en los Juegos Panamericanos de Lima tras vencer a Cuba 3 a 0. La Selección estuvo conformada por Nicolás Bruno, Lisandro Zanotti, Facundo Imhoff, Jan Martínez, Gastón Fernández, Franco Massimino, Joaquín Gallego, Nicolás Lazo, Luciano Palonsky, Germán Johansen, Matías Sánchez y Matías Giraudo.
Luego de 33 años, la Selección nacional masculina volvió a obtener la medalla de bronce en los Juegos Olímpicos de Tokio 2020. A lo largo del torneo, la Selección integró el grupo B donde debió enfrentar a las selecciones de Rusia, Brasil, Francia, Estados Unidos y Túnez, de esta manera, el equipo nacional inició con una derrota ante los rusos por 1-3, luego perdió con Brasil 2-3 y obtuvo tres triunfos frente a Francia 3-2, Túnez 3-2 y Estados Unidos 3-0, finalizando de este modo la fase de grupos y obteniendo la clasificación a los cuartos de final en la tercera posición del grupo B. En cuartos de final debió enfrentar a Italia obteniendo un triunfo 3-2, lo que les permitió acceder a las semifinales donde nuevamente se enfrentaron a Francia con quienes esta vez cayeron 3-0. En el partido final por la medalla de bronce, lograron vencer a Brasil 3-2. El equipo estuvo conformado por Luciano De Cecco, Matías Sánchez, Bruno Lima, Federico Pereyra, Sebastián Solé, Martín Ramos, Agustín Loser, Facundo Conte, Ezequiel Palacios, Cristian Poglajen, Nicolás Méndez y Santiago Danani. El entrenador fue Marcelo Méndez.
Hugo Conte y Marcos Milinkovic figuran en la lista de la FIVB de los 25 jugadores más destacados de la historia del vóley internacional.

## Historial
| \| - Tokio 1964: No clasificó - México 1968: No clasificó - Múnich 1972: No clasificó - Montreal 1976: No clasificó \| - Moscú 1980: No clasificó - Los Ángeles 1984: 6° - Seúl 1988: Bronce - Barcelona 1992: No clasificó \| - Atlanta 1996: 8° - Sídney 2000: 4° - Atenas 2004: 5° - Pekín 2008: No clasificó \| - Londres 2012: 5° - Río de Janeiro 2016: 5° - Tokio 2020: Bronce - París 2024: 11° \| | |                                                                                   |                                                                                     |
| - Tokio 1964: No clasificó - México 1968: No clasificó - Múnich 1972: No clasificó - Montreal 1976: No clasificó | - Moscú 1980: No clasificó - Los Ángeles 1984: 6° - Seúl 1988: Bronce - Barcelona 1992: No clasificó | - Atlanta 1996: 8° - Sídney 2000: 4° - Atenas 2004: 5° - Pekín 2008: No clasificó | - Londres 2012: 5° - Río de Janeiro 2016: 5° - Tokio 2020: Bronce - París 2024: 11° |

| \| - 1949: No clasificó - 1952: No clasificó - 1956: No clasificó - 1960: 11° - 1962: No clasificó \| - 1966: No clasificó - 1970: No clasificó - 1974: No clasificó - 1978: 22° - 1982: 3° \| - 1986: 7° - 1990: 6° - 1994: 13° - 1998: 11° - 2002: 6° \| - 2006: 13° - 2010: 9° - 2014: 11° - 2018: 13º - 2022: 8º \| |                                                                                       |                                                          |                                                           |
| - 1949: No clasificó - 1952: No clasificó - 1956: No clasificó - 1960: 11° - 1962: No clasificó | - 1966: No clasificó - 1970: No clasificó - 1974: No clasificó - 1978: 22° - 1982: 3° | - 1986: 7° - 1990: 6° - 1994: 13° - 1998: 11° - 2002: 6° | - 2006: 13° - 2010: 9° - 2014: 11° - 2018: 13º - 2022: 8º |

| \| - 1990: No clasificó - 1991: No clasificó - 1992: No clasificó - 1993: No clasificó - 1994: No clasificó - 1995: No clasificó - 1996: 7° \| - 1997: 8° - 1998: 9° - 1999: 6° - 2000: 8° - 2001: 13° - 2002: 9° - 2003: No clasificó \| - 2004: No clasificó - 2005: 10° - 2006: 7° - 2007: 13° - 2008: No clasificó - 2009: 5° - 2010: 5° \| - 2011: 4° - 2012: 10° - 2013: 6° - 2014: 13° - 2015: 11° - 2016: 10° - 2017: 10° \| |                                                                                         | |                                                                                   |
| - 1990: No clasificó - 1991: No clasificó - 1992: No clasificó - 1993: No clasificó - 1994: No clasificó - 1995: No clasificó - 1996: 7° | - 1997: 8° - 1998: 9° - 1999: 6° - 2000: 8° - 2001: 13° - 2002: 9° - 2003: No clasificó | - 2004: No clasificó - 2005: 10° - 2006: 7° - 2007: 13° - 2008: No clasificó - 2009: 5° - 2010: 5° | - 2011: 4° - 2012: 10° - 2013: 6° - 2014: 13° - 2015: 11° - 2016: 10° - 2017: 10° |

| \| - 1951: 4° - 1956: No participó - 1958: 4° - 1961: 3° - 1962: 2° - 1964: Campeón - 1967: No participó \| - 1969: 5° - 1971: 3° - 1973: 2° - 1975: 3° - 1977: 3° - 1979: 5° - 1981: 2° \| - 1983: 2° - 1985: 3° - 1987: 2° - 1989: 2° - 1991: 2° - 1993: 2° - 1995: 2° \| - 1997: 3° - 1999: 2° - 2001: 2° - 2003: 3° - 2005: 2° - 2007: 2° - 2009: 2° \| - 2011: 2° - 2013: 2° - 2015: 2° - 2017: 3° - 2019: 2° - 2021: 2° - 2023: Campeón \| |                                                                              |                                                                              |                                                                              |                                                                                   |
| - 1951: 4° - 1956: No participó - 1958: 4° - 1961: 3° - 1962: 2° - 1964: Campeón - 1967: No participó | - 1969: 5° - 1971: 3° - 1973: 2° - 1975: 3° - 1977: 3° - 1979: 5° - 1981: 2° | - 1983: 2° - 1985: 3° - 1987: 2° - 1989: 2° - 1991: 2° - 1993: 2° - 1995: 2° | - 1997: 3° - 1999: 2° - 2001: 2° - 2003: 3° - 2005: 2° - 2007: 2° - 2009: 2° | - 2011: 2° - 2013: 2° - 2015: 2° - 2017: 3° - 2019: 2° - 2021: 2° - 2023: Campeón |

| \| - 1965: No clasificó - 1969: No clasificó - 1977: No clasificó - 1981: No clasificó \| - 1985: 5° - 1989: No clasificó - 1991: No clasificó - 1995: 7° \| - 1999: 9° - 2003: No clasificó - 2007: 7° - 2011: 7° \| - 2015: 5° - 2019: 5° \| |                                                                 |                                                       |                       |
| - 1965: No clasificó - 1969: No clasificó - 1977: No clasificó - 1981: No clasificó | - 1985: 5° - 1989: No clasificó - 1991: No clasificó - 1995: 7° | - 1999: 9° - 2003: No clasificó - 2007: 7° - 2011: 7° | - 2015: 5° - 2019: 5° |

### Otros torneos

#### Liga de Naciones
- 2018: 14°
- 2019: 7°
- 2021: 9°
- 2022: 9°
- 2023: 5°
- 2024: 8°

#### Copa Panamericana
| - 2010: 2° - 2011: 7° - 2012: 2° - 2013: 3° - 2014: 3° - 2015: 2° - 2016: 2° - 2017: 1° - 2018: 1° - 2019: 2° - 2022: No participó - 2023: No participó | - 1963: 3° - 1983: 3° - 1991: 3° - 1995: 1° - 2011: 3° - 2015: 1° - 2019: 1° - 2023: 2° |

## Medallero
| Competición             |    |    |    | Total |
| ----------------------- | -- | -- | -- | ----- |
| Juegos Olímpicos        | 0  | 0  | 2  | 2     |
| Campeonato Mundial      | 0  | 0  | 1  | 1     |
| Juegos Panamericanos    | 3  | 1  | 4  | 8     |
| Campeonato Sudamericano | 2  | 17 | 7  | 26    |
| Juegos Suramericanos    | 5  | 0  | 0  | 5     |
| Liga Mundial            | 0  | 0  | 0  | 0     |
| Copa Mundial            | 0  | 0  | 0  | 0     |
| Total                   | 10 | 18 | 14 | 42    |

## Palmarés

### Juegos Olímpicos
- Tercero (2): 1988, 2020

### Campeonato Mundial
- Tercero (1): 1982

### Juegos Panamericanos
- Campeón (3): 1995, 2015, 2019
- Subcampeón (1): 2023
- Tercero (4): 1963, 1983, 1991, 2011

### Campeonato Sudamericano
- Campeón (2): 1964, 2023
- Subcampeón (19): 1962, 1973, 1981, 1983, 1987, 1989, 1991, 1993, 1995, 1999, 2001, 2005, 2007, 2009, 2011, 2013, 2015, 2019, 2021
- Tercero (8): 1961, 1971, 1975, 1977, 1985, 1997, 2003, 2017

### Juegos Suramericanos
- Campeón (5): 1978, 1982, 2010, 2014, 2018

### Copa Panamericana
- Campeón (2): 2017, 2018
- Subcampeón (5): 2010, 2012, 2015, 2016, 2019
- Tercero (3): 2013, 2014

## Selecciones juveniles

### Sub-23
| Competición                    |   |   |   | Total |
| ------------------------------ | - | - | - | ----- |
| Campeonato Mundial Sub-23      | 1 | 0 | 0 | 1     |
| Campeonato Sudamericano Sub-23 | 0 | 2 | 0 | 2     |
| Total                          | 1 | 2 | 0 | 3     |

### Sub-21
| Competición                    |   |    |   | Total |
| ------------------------------ | - | -- | - | ----- |
| Campeonato Mundial Sub-21      | 0 | 2  | 1 | 3     |
| Campeonato Sudamericano Sub-21 | 4 | 16 | 4 | 24    |
| Total                          | 4 | 18 | 5 | 27    |

### Sub-19
| Competición                    |   |    |   | Total |
| ------------------------------ | - | -- | - | ----- |
| Campeonato Mundial Sub-19      | 0 | 1  | 2 | 3     |
| Campeonato Sudamericano Sub-19 | 6 | 13 | 1 | 20    |
| Total                          | 6 | 14 | 3 | 23    |

### Sub-17
| Competición                     |   |   |   | Total |
| ------------------------------- | - | - | - | ----- |
| Campeonato Mundial Sub-17       | 0 | 1 | 0 | 1     |
| Campeonato Sudamericano Sub-17  | 2 | 1 | 0 | 3     |
| Juegos Olímpicos de la Juventud | 0 | 1 | 0 | 1     |
| Total                           | 2 | 3 | 0 | 5     |

## Equipo actual
Esta lista de 24 jugadores fue presentada para disputar la Liga de Naciones 2023 (VNL).
| N.º | Nombre               | Edad                 | Altura | Peso   | Ataque | Bloqueo | Posición | Club                      |
| --- | -------------------- | -------------------- | ------ | ------ | ------ | ------- | -------- | ------------------------- |
| 15  | Luciano De Cecco (C) | 02/06/1988 (37 años) | 191 cm | 98 kg  | 332 cm | 315 cm  | Armador  | Lube Civitanova           |
| 1   | Matías Sánchez       | 20/09/1996 (28 años) | 173 cm | 66 kg  | 304 cm | 282 cm  | Armador  | Ślepsk Suwałki            |
| 12  | Bruno Lima           | 04/02/1996 (29 años) | 198 cm | 87 kg  | 345 cm | 320 cm  | Opuesto  | Renata Voley              |
| 16  | Pablo Kukartsev      | 23/03/1993 (32 años) | 203 cm | 105 kg | 342 cm | 322 cm  | Opuesto  | Tourcoing Lille Métropole |
| 22  | Nicolás Zerba        | 13/06/1999 (26 años) | 203 cm | 94 kg  | 345 cm | 330 cm  | Central  | Stal Nysa                 |
| 4   | Joaquín Gallego      | 21/11/1996 (28 años) | 204 cm | 102 kg | 343 cm | 323 cm  | Central  | MKS Ślepsk Malow Suwałki  |
| 18  | Martín Ramos         | 26/08/1991 (33 años) | 197 cm | 94 kg  | 348 cm | 328 cm  | Central  | Voleibol Guaguas          |
| 8   | Agustín Loser        | 12/10/1997 (27 años) | 198 cm | 77 kg  | 345 cm | 327 cm  | Central  | Allianz Milano            |
| 17  | Luciano Vicentín     | 4/4/2000 (25 años)   | 197 cm | 94 kg  | 364 cm | 340 cm  | Punta    | VfB Friedrichshafen       |
| 7   | Luciano Palonsky     | 08/07/1999 (26 años) | 198 cm | 72 kg  | 355 cm | 328 cm  | Punta    | VC Barkom-Kazhany         |
| 3   | Jan Martínez         | 28/1/1998 (27 años)  | 190 cm | 85 kg  | 330 cm | 310 cm  | Punta    | Trefl Gdańsk              |
| 11  | Manuel Armoa         | 01/12/2002 (22 años) | 195 cm | 88 kg  | 325 cm | 300 cm  | Punta    | AZS Olsztyn               |
| 10  | Mauro Zelayeta       | 03/03/2000 (25 años) | 190 cm | 72 kg  | 330 cm | 310 cm  | Punta    | Ciudad Voley              |
| 9   | Santiago Danani      | 12/12/1995 (29 años) | 176 cm | 77 kg  | 318 cm | 300 cm  | Líbero   | Warta Zawiercie           |

## Jugadores destacados
- Daniel Castellani
- Jon Emili Uriarte
- Hugo Conte
- Waldo Kantor
- Marcos Milinkovic
- Raúl Quiroga
- Eduardo Esteban Martínez
- Juan Carlos Cuminetti
- Luciano De Cecco